# Pietro Rava

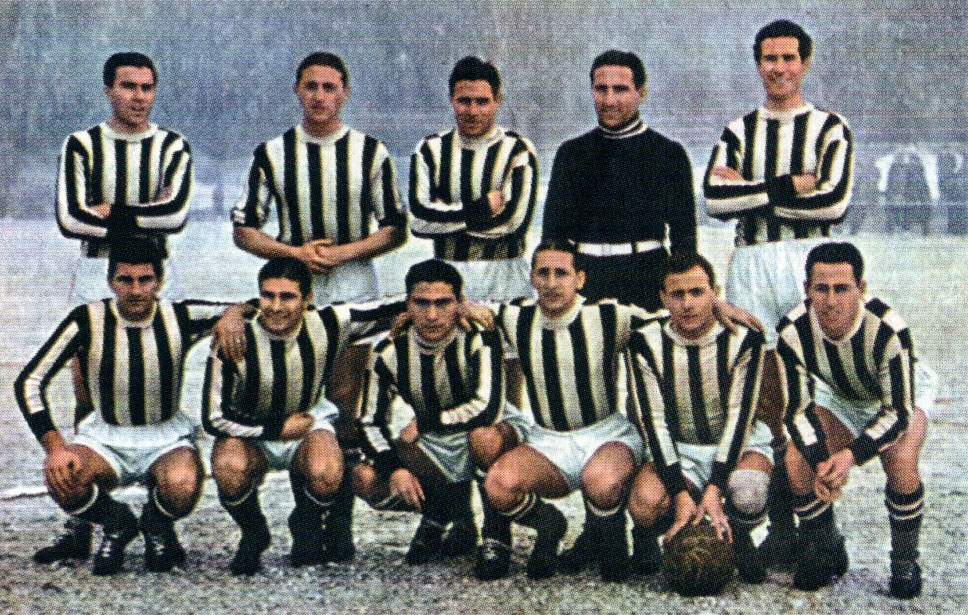
A Juventus na temporada 1940-41. Rava é o segundo jogador em pé, da esquerda para a direita. O terceiro é Alfredo Foni, sua dupla de zaga também nas Olimpíadas de 1936 e na Copa do Mundo FIFA de 1938.

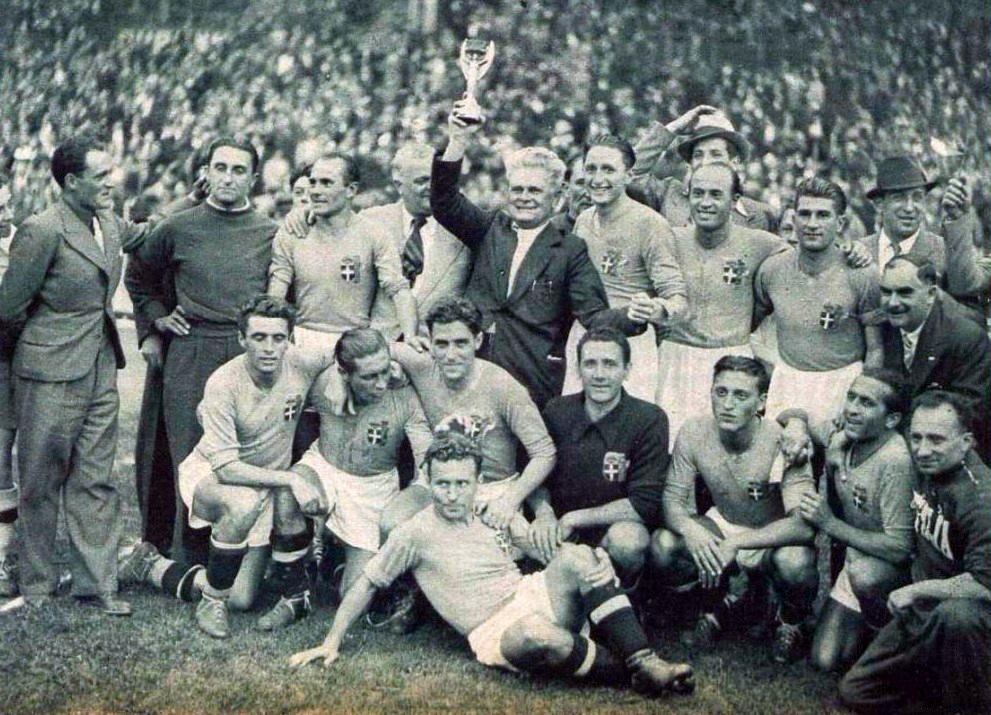
O treinador Vittorio Pozzo com a taça Jules Rimet, rodeado por seus jogadores após a final da Copa do Mundo FIFA de 1938. Rava é o penúltimo jogador agachado.

Pietro Rava (Cassine, 21 de janeiro de 1916 - Turim, 5 de novembro de 2006) foi um futebolista italiano. Foi um dos zagueiros titulares da seleção de seu país campeã na Copa do Mundo FIFA de 1938. Rava já havia obtido dois anos antes a medalha de ouro no futebol nos Jogos Olímpicos de Verão de 1936, conquista que o credenciou à seleção principal. Por conta dessas conquistas, ele faz parte de uma seleta lista de futebolistas que foram Campeões Olímpicos e também da Copa do Mundo.
Rava e os colegas Alfredo Foni e Ugo Locatelli são os únicos jogadores a vencerem a Copa do Mundo FIFA, as Olimpíadas, o Campeonato Italiano de Futebol e a Copa da Itália. Rava e Foni, curiosamente, conseguiram o campeonato uma única vez, apesar da estadia longeva no time que é justamente o maior campeão do torneio, a Juventus. Rava também foi o último dos titulares campeões da Copa de 1938 a falecer.

## Carreira clubística
Rava apareceu na Juventus em 1935. A equipe de Turim havia acabado de completar, em meados daquele ano, uma série de cinco conquistas seguidas no Campeonato Italiano de Futebol, entre as temporadas 1930-31 e 1934-35; Rava não chegou a fazer parte da conquista derradeira de 1934-35,[carece de fontes?] mas no ano seguinte pôde fazer parte da seleção italiana que obteve a medalha de ouro no futebol nos Jogos Olímpicos de Verão de 1936, quando tal competição ainda era restrita a atletas amadores.
Antes do pentacampeonato, então algo inédito no torneio e só superado pelo hexacampeonato do mesmo clube entre 2012 e 2017, a Juve possuía apenas dois títulos na Serie A, tendo um a mais que o rival Torino e os mesmos dois da Internazionale e Bologna, e menos que os três do Milan, que os sete do Pro Vercelli e os nove do então recordista Genoa.[carece de fontes?] A série de conquistas ajudou o clube alvinegro a tornar-se o mais popular do país.
Todavia, exatamente a partir do momento em que Rava foi integrado ao clube, as conquistas na Serie A cessaram por quinze anos.[carece de fontes?] Entre 1935 e 1950, a equipe pôde ser campeã por duas vezes, mas na Copa da Itália. Foram os primeiros títulos da equipe nessa competição. A primeira foi na temporada 1937-38, imediatamente anterior à Copa do Mundo FIFA de 1938, e foi obtida em final precisamente contra o rival Torino. A outra veio na temporada 1941-42 e serviu para ultrapassar o Toro em número de conquistas no torneio.[carece de fontes?]
No campeonato italiano, por sua vez, Bologna e Internazionale (Ambrosiana) alternaram-se nos títulos segunda metade da década de 1930; e a década de 1940 foi marcada pela interrupção ocasionada pela Segunda Guerra Mundial e pelo domínio do Grande Torino, com o rival também obtendo um pentacampeonato seguido.[carece de fontes?] Após a Guerra, Rava defendeu inicialmente a Alessandria, chegando a marcar cinco gols, todos como cobrador de pênalti, na temporada 1946-47, voltando à Juventus na temporada seguinte.[carece de fontes?] Rava só conseguiu ser campeão italiano exatamente na última temporada que fez pela Juve, em 1950, na edição seguinte à última conquista em série do Torino, que em 1949 voltara a ter um título a menos (seis contra sete) que a Vecchia Signora.[carece de fontes?]
O título alvinegro de 1949-50 foi o oitavo da história do clube, também isolando-o à frente do Pro Vercelli como segundo maior campeão, deixando a Juventus a uma conquista abaixo do então recordista Genoa.[carece de fontes?] Para Rava, serviu para fazer dele o único atleta a, assim como os colegas Alfredo Foni e Ugo Locatelli, vencer essa competição e também a Copa da Itália, as Olimpíadas e a Copa do Mundo. Depois da conquista, ele seguiu carreira no Novara, aposentando-se em 1952.

## Seleção
Rava estreou pela seleção italiana já nas Olimpíadas de 1936, em 3 de agosto daquele ano, na vitória por 1-0 sobre os Estados Unidos em Berlim.[carece de fontes?] A Azzurra obteve o ouro e Rava foi integrado à seleção principal - as Olimpíadas ainda eram restritas a amadores. E enfrentou a própria Noruega na estreia da Copa do Mundo FIFA de 1938, na qual o placar foi curiosamente o mesmo da final olímpica, em 2-1.
Antes da Copa, Rava havia sido campeão com a Juventus da Copa da Itália de 1937-38, em final exatamente contra o rival Torino, na primeira conquista juventina nessa competição.[carece de fontes?] Além de Rava, sua dupla de zaga Alfredo Foni, também da Juventus, e o atacante Ugo Locatelli foram outras peças das vitoriosas Olimpíadas integradas à seleção principal, que rejuvenesceu-se e foi bastante alterada em relação ao elenco campeão da Copa do Mundo FIFA de 1934, mantendo-se de titulares somente Giuseppe Meazza e Giovanni Ferrari.
A seleção de 1938 era considerada ainda melhor que a de 1934, com a dupla de Rava e Foni sendo vista como mais segura. Eles eram precisamente os dois únicos jogadores da Juventus titulares da seleção naquela Copa. Rava foi o último dos titulares campeões de 1938 a falecer, ainda estando vivo à altura de 2005. Rava esteve em todas as partidas, permanecendo mesmo após uma estreia considerada decepcionante contra os noruegueses, com ele e todo o setor defensivo tendo grande desempenho sobretudo na meia hora da final, em que a Hungria esteve na maior parte do tempo perdendo por apenas 3-2 até Silvio Piola encerrar o placar em 4-2.
Após a Copa, Rava jogou outras quinze vezes pela Azzurra, doze delas até 1940, outras duas em 1942 e uma última em 1 de dezembro de 1946, em vitória por 3-2 sobre a Áustria em Milão. Na última partida, Rava atuou já como jogador da Alessandria. Não houve partidas da seleção entre 1942 e 1945,[carece de fontes?] em consequência da Segunda Guerra Mundial - conflito que também impediu que Rava eventualmente disputasse as hipotéticas Copas do Mundo de 1942 e 1946, para as quais a Itália era uma das seleções mais capacitadas a ganhar.

## Títulos

### Juventus
- Copa da Itália: 1937-38 e 1941-42
- Campeonato Italiano de Futebol: 1949-50

### Seleção Italiana
- Olimpíadas: 1936
- Copa do Mundo FIFA: 1938